# Ulica Kozia w Warszawie

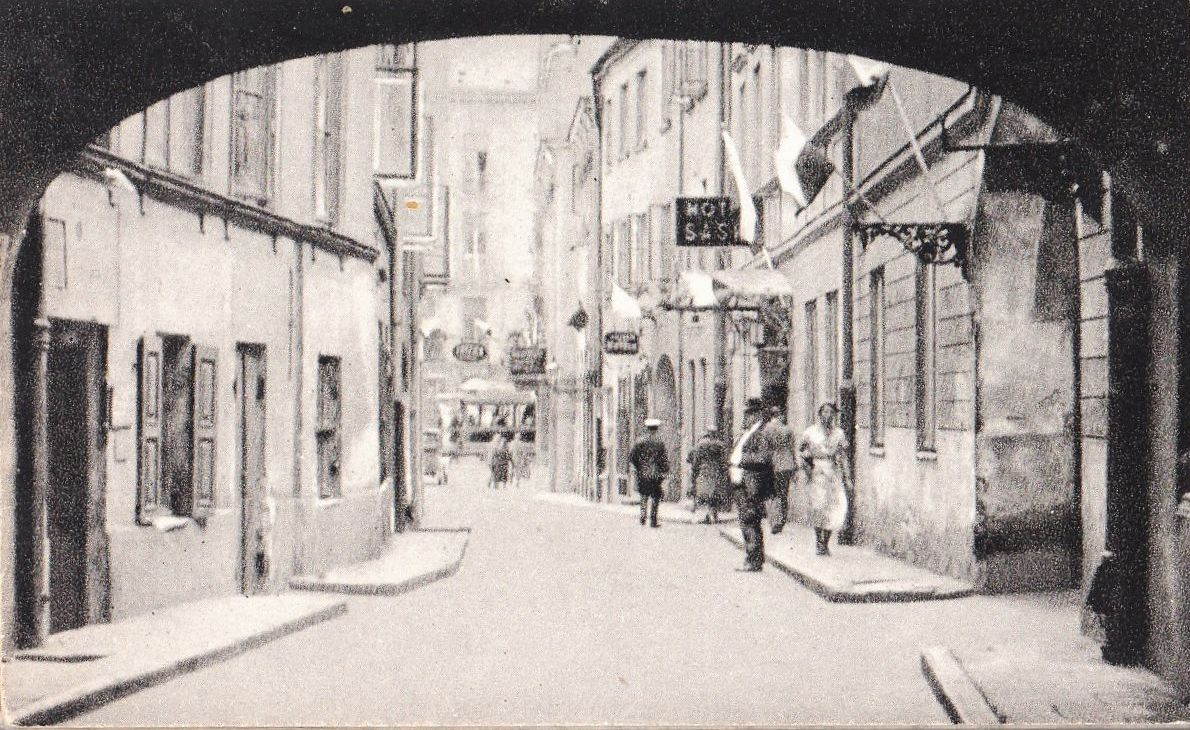
Ulica Kozia przed 1939

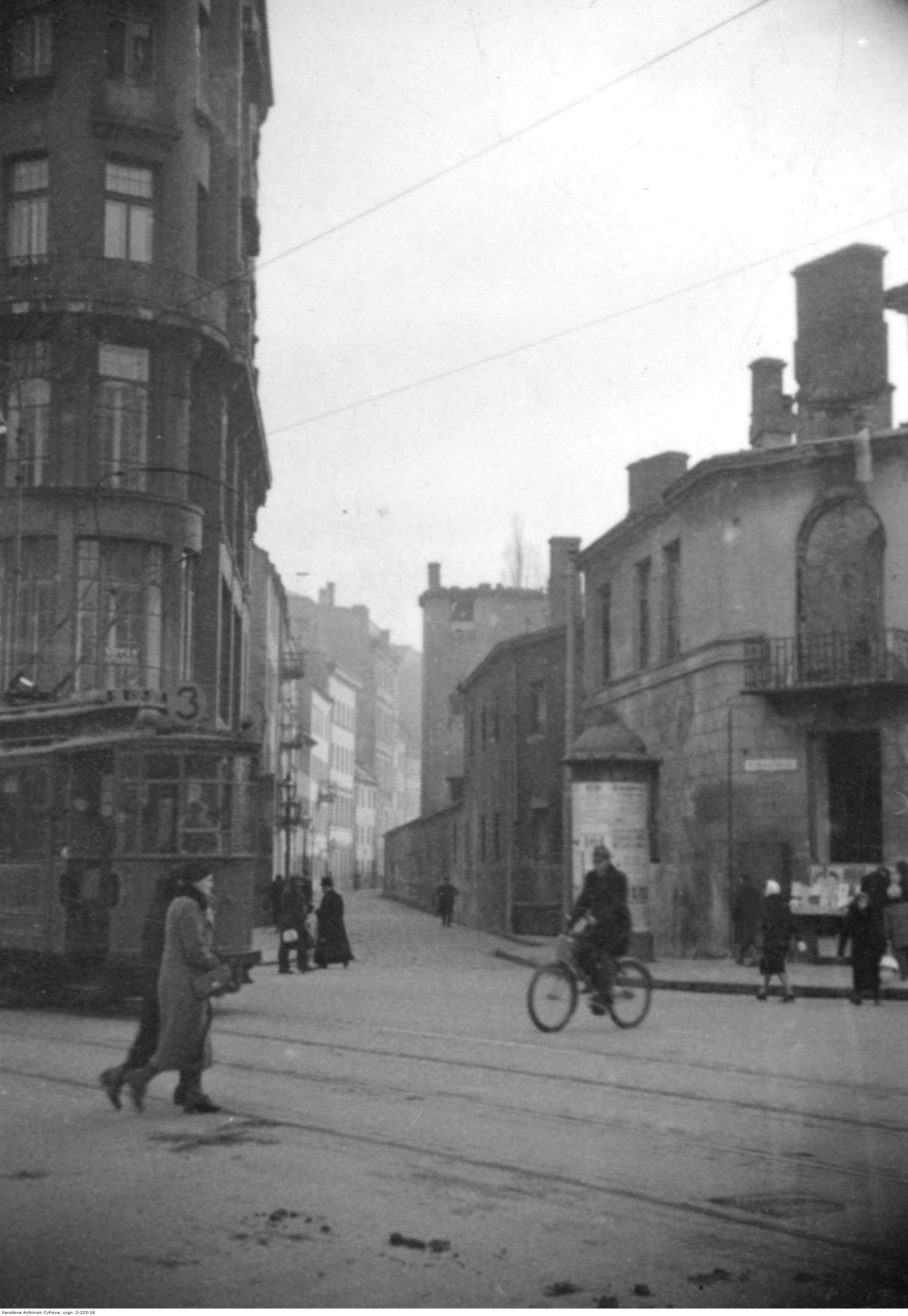
Ulica przy ul. Miodowej w 1940

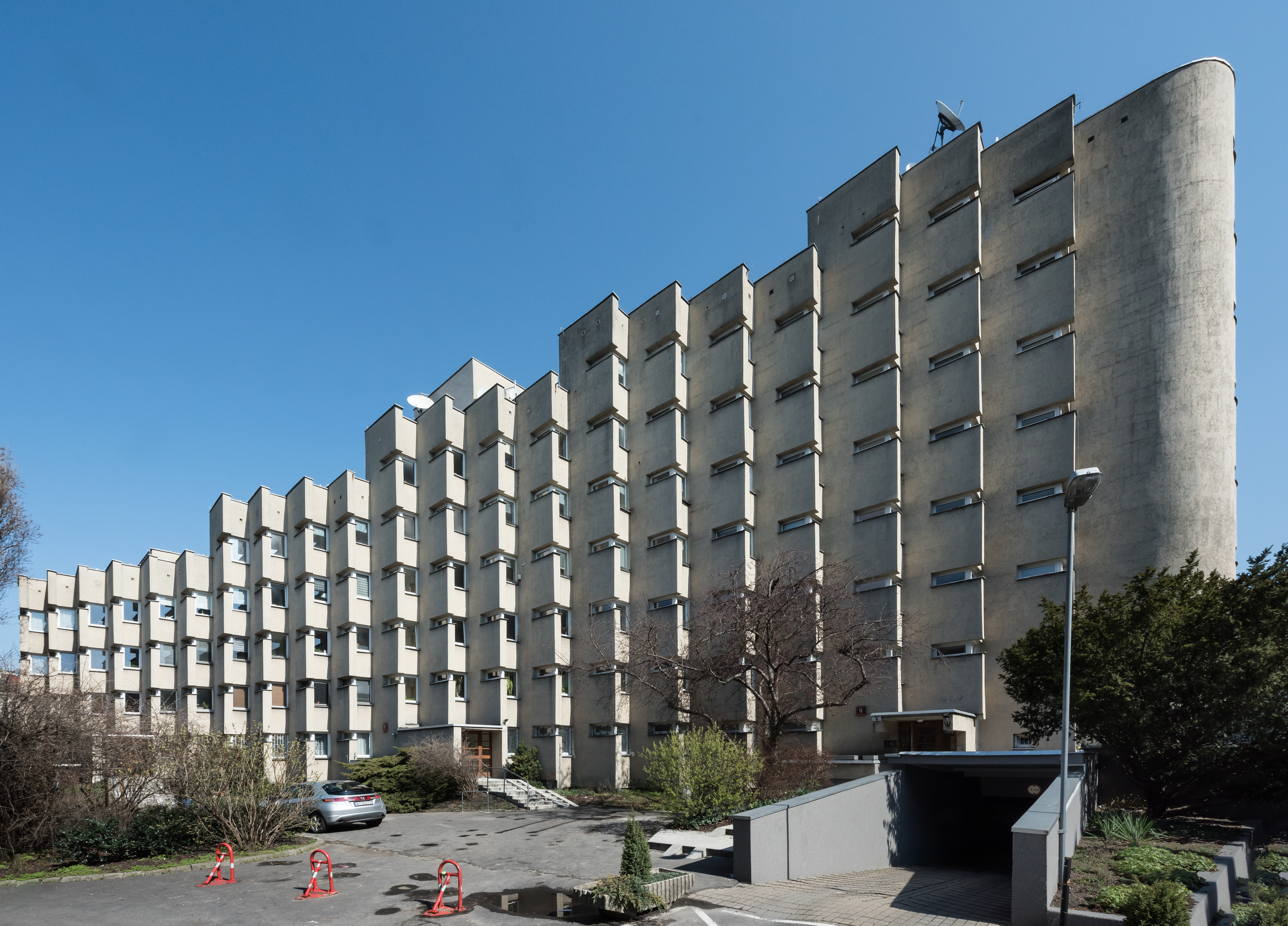
Budynek mieszkalny przy ul. Koziej 9

Ulica Kozia – ulica w dzielnicy Śródmieście w Warszawie.
W przeszłości nosiła różne nazwy, m.in. Kozła, Kozłowa, Ku Pałacowi Księcia Prymasa (Od pałacu Prymasowskiego), Junkierska (w latach 1900−1915, od znajdującej się w pałacu Prymasowskim szkoły junkrów rosyjskich). Do obecnej nazwy powrócono w 1919 roku. Wywodzi się ona od właściciela posiadłości, które znajdowały się w jej obrębie.

## Historia
Ulica powstała w XIV wieku jako połączenie Traktu Czerskiego, czyli obecnego Krakowskiego Przedmieścia i późniejszej ul. Senatorskiej. Jej otoczenie tworzyły zabudowania gospodarcze domów stojących wzdłuż Krakowskiego Przedmieścia. 
W początkach XVI w. przy ulicy zbudowano spichrze, zaś jej drugą stronę stanowił, istniejący do dziś, ogród pałacu Prymasowskiego. Pod koniec XVIII w. przy Koziej znajdowały się oficyny domów stojących przy Krakowskim Przedmieściu (w tym jedna połączona z położonymi po drugiej stronie ulicy zabudowaniami tzw. Mostem Westchnień), skrzydło Pałacu Prymasowskiego oraz trzy kamienice, z czego jedna bardzo obszerna. Oficyny kamienic Krakowskiego Przedmieścia o wartości historycznej:
- Cechu Rzeźników (nr 4)
- Guchweterowskiej (nr 6)
- Hiża (nr 12)
- Cechu Krawców (nr 16)
- Skalskiego (nr 20)

W XVII w. wypełniła się zabudową, zaś w wieku XIX stała się bardzo modna z powodu licznych kawiarni i hoteli.
Ulica ta w XVIII wieku była popularna z powodu licznych domów publicznych.
W latach 20. XIX wieku u zbiegu Koziej i Krakowskiego Przedmieścia funkcjonowała kawiarnia będąca ulubionym miejscem spotkań literatów i innych artystów, kawiarnia „Kawa u Brzezińskiej”. Jej częstym gościem był Fryderyk Chopin.
Ulica Kozia w XIX w. zyskała popularność, ponieważ znajdowało się na niej wiele hoteli:
- Zajazd Berdyczowski od 1815 r. (nr 3)
- Hotel de Saxe (zwany też Saskim) od 1847 r. (połączone numery 3 i 5 oraz znajdujący się po przeciwnej stronie ulicy nr 8[2])
- Hotel Kowieński (później Włoski) od 1869 r. (nr 1) – obecnie kamienica Barszczewiczowska

Kozia była połączona z Krakowskim Przedmieściem na wysokości budynku Resursy Obywatelskiej ulicą Krótką, która jednak została zamurowana w 1865 roku. W 1876 r. położono bruk, a około 1900 r. został on zamieniony na kamienną kostkę, która zachowała się do dziś.
W latach 1779–1785 została wzniesiona altana pałacu Prymasowskiego (nr 11). Jej autorami są Efraim Szreger i Szymon Bogumił Zug. Obecnie mieści się tutaj Muzeum Karykatury.
10 sierpnia 1944 w Hotelu Saskim przy Koziej oddziały niemieckie rozstrzelały ponad 100 mieszkańców okolicznych domów. W latach 50. na budynku umieszczono tablicę Tchorka upamiętniającą te wydarzenia.
Odbudowane po 1945 przy ulicy kamienice stanowią kameralne osiedle mieszkaniowe Zakładu Osiedli Robotniczych.

## Ważniejsze obiekty
- Kamienica Kestnera – ul. Kozia 4 / ul. Krakowskie Przedmieście 27
- modernistyczny budynek mieszkalny zaprojektowany przez Jerzego Kuźmienkę i Piotra Sembrata, 1976 (nr 9)[5][6]
- Muzeum Karykatury im. Eryka Lipińskiego
- Pałac Wesslów